# Revólver (filme)
Revolver (bra/prt: Revólver) é um filme franco-britânico de 2005, dirigido por Guy Ritchie, e estrelado por Jason Statham, Ray Liotta e André Benjamin.

## Enredo
Jake Green (Jason Statham) é um jogador e trapaceiro que busca vingança contra o magnata de cassinos Dorothy Macha (Ray Liotta). Após se ver forçado a entrar em um jogo clandestino organizado por Macha que resultou num tiroteio e, posteriormente, na morte da esposa de seu irmão Billy (Andrew Howard), Jake acaba preso. Na prisão, passa sete anos numa cela solitária entre dois outros prisioneiros, um deles um mestre do xadrez, e o outro, um trapaceiro. Os dois desenvolvem ao longo dos anos a fórmula definitiva para vencer em qualquer jogo e conseguem escapar da prisão. Jake é deixado para cumprir o restante de sua pena, a despeito de os dois terem lhe prometido que o levariam com eles. Além disso, ambos levam todo o seu dinheiro e bens, ainda que Jake, ao ser libertado e passar a fazer uso da fórmula, consiga ganhar uma grande quantia em dinheiro assim que sai da prisão.
Após dois anos de liberdade, e já como um homem rico, Jake vai ao encontro de Macha num de seus cassinos, onde lhe tira uma grande quantia em dinheiro numa espécie de jogo de cara ou coroa. Ao se preparar para ir embora, um homem desconhecido (Vincent Pastore) lhe entrega um cartão. Por conta de seu medo de lugares fechados, Jake evita o elevador e decide por descer as escadas, onde acaba tendo um súbito desmaio, deixando no chão o cartão que revela os dizeres: “pegue o elevador”.
Macha, temendo futuros ataques, envia seus homens para matar Jake, dentre eles seu melhor atirador, Sorter (Mark Strong). Jake é salvo pelo mesmo homem que lhe havia entregado o cartão, chamado Zach, que lhe apresenta a seu parceiro Avi (André Benjamin). Jake é então informado por ambos que seu desmaio foi decorrente de uma rara doença que lhe dá apenas mais três dias de vida e que, em troca de proteção a futuros ataques de Macha, deve dar a Zach e Avi todo seu dinheiro (os dois se revelam como uma dupla de agiotas), além de fazer tudo que lhe for ordenado.
Paralelamente, Macha passa a fazer negócios com o misterioso Sam Gold, através de sua representante Lilly Walker (Francesca Annis), na forma de um grande carregamento de cocaína. No entanto, Zach, Avi e Jake roubam o cofre pertencente a Macha no qual se encontra toda a cocaína de Gold. Macha então se vê obrigado a recorrer a seu rival Lord John (Tom Wu), mas novamente Zach, Avi e Jake, com o auxílio de gás sonífero, conseguem roubar tanto as drogas quanto o dinheiro da negociação. Tal fato só acirra a rivalidade entre Macha e Lord John, visto que ambos pensam que um roubou ao outro.
Jake é informado que sua misteriosa condição desapareceu por completo. No entanto, Macha segue enviando seus homens em seu encalço, enquanto que Sorter mata Lord John e a maior parte de seus subordinados. Após escapar de mais um atentado contra sua vida, Jake visita Macha em seu quarto, onde se desculpa por seus atos e, ao sair, confronta sua claustrofobia ao decidir pegar o elevador. Logo em seguida, Macha é informado por seu braço direito, Paul (Terence Maynard), de que é Jake que está por trás do desaparecimento da cocaína de Sam Gold. Consequentemente, Macha envia seus homens à casa de Billy a fim de obrigá-lo a revelar o paradeiro de Jake. Paul tortura Billy e ameaça sua filha Rachel, mas é detido por Sorter, que numa crise de consciência mata a Paul e a todos os outros, exceto pelo último homem restante, que mata Sorter e leva consigo a filha de Billy.
Por fim, Avi finalmente revela que ele e Zach eram os dois prisioneiros que Jake mencionara anteriormente, e que não o levaram com eles naquela ocasião por não o considerarem ainda pronto. Como teste final, os três voltam ao cassino, e Avi orienta Jake a levar a cocaína e se encontrar novamente com Macha, que tenta ameaçá-lo através de Rachel. No entanto, por medo de Gold e das consequências dos seus atos, Macha acaba entrando em colapso e se suicida.

### Versão alternativa
Devido às críticas recebidas quando de seu lançamento no Reino Unido, o filme foi lançado nos Estados Unidos numa versão com algumas cenas a menos (incluindo a cena final na versão britânica), além da inclusão, já nos créditos, de uma série de acadêmicos discursando acerca da natureza do Ego.

## Elenco
- Jason Statham como Jake
- Ray Liotta como Macha
- André Benjamin como Avi
- Vincent Pastore como Zach
- Mark Strong como Sorter
- Terence Maynard como Paul
- Andrew Howard como Billy
- Francesca Annis como Lilly Walker
- Tom Wu como Lord John
- Elana Binysh como Rachel